# Подчуфаров, Вячеслав Иванович
Вячеслав Иванович Подчуфаров — российский конструктор вооружений.
Родился 29 июня 1942 года в г. Щёкино Тульской области. Окончил Тульский политехнический институт по специальности «Летательные аппараты» (1965).
С 1965 по 2009 год работал в НПО «Сплав» в должностях от инженера до заместителя главного конструктора.
Ведущий конструктор по снарядам и двигателям реактивных систем залпового огня «Ураган» и «Смерч». Под его руководством проведена модернизация реактивной системы «Град» в части автоматизации боевой машины и создания снарядов с дальностью стрельбы в два раза большей штатной и более эффективными головными частями. Руководил разработкой трёх снарядов повышенной эффективности для системы «ТОС-1».
Автор многих изобретений.
Лауреат Ленинской премии (1988), премии Правительства РФ (2004). Награжден орденом Трудового Красного Знамени (1976) и двумя медалями.